# La Belle Vie avec Go-Van
La Belle Vie avec Go-Van est une émission de télévision documentaire canadienne produite par Urbania, animée par Julien Roussin-Côté, et diffusée à partir du 27 février 2020 sur la chaîne Unis TV.

## Synopsis
Julien Roussin-Côté parcourt l'Est du Canada à bord de son autocaravane, un fourgon aménagé, et va à la rencontre de gens qui ont décidé de vivre autrement. Il se rend chez des gens qui vivent dans des géonefs, dans des communautés ou fermes complètement ou partiellement autosuffisantes et donne rendez-vous à d'autres qui ont opté pour des modes de vie nomades. Ceux-ci vivent aussi dans toutes sortes d'habitations, que ce soit une yourte, un autobus scolaire converti en habitation ou encore sur un bateau d'exploration. Tous ces gens présentent le mode de vie qu'ils ont choisi ainsi que les avantages qu'il procure, mais aussi les défis particuliers auxquels ils sont confrontés. De même, ils parlent des raisons qui les ont poussés à vivre différemment, que ce soit pour des raisons écologiques ou encore pour ralentir leur rythme de vie.
Dans la deuxième saison de l'émission, Julien parcourt principalement l'Ouest canadien à la recherche de gens qui ont opté pour un mode de vie hors du commun. Qu'ils soient sédentaires ou nouveaux nomades, chacun d'entre eux a su adapter son habitation à sa personnalité et au mode de vie qui lui convient. Peu importe le mode de vie choisi par gens qui vivent de façon alternative, le support d'une communauté forte est souvent très important pour eux, comme l'animateur a pu le découvrir dans les différentes communautés francophones hors Québec qu'il a visité.

## Épisodes
Chaque épisode présente une ou plusieurs personnes ayant choisi un mode de vie hors-norme.

### Première saison (2020)
1. La Vie dans un géonef
2. La Vie dans un bateau-maison
3. La Vie dans une mini-maison
4. La Vie dans une communauté autonome
5. La Vie sur la route dans un autobus converti en camping-car
6. La Vie sur un bateau d'exploration
7. La Vie sur une ferme ancestrale
8. La Vie de famille dans une maison sur roues
9. La Vie sur un voilier
10. La Vie dans une roulotte et sur une ferme de permaculture
11. La Vie dans une yourte et dans une habitation souterraine
12. La Vie dans un earthship autonome
13. La Vie de van (Van-life)

### Deuxième saison (2021)
1. La Vie d'ermite moderne
2. La Vie sur une fermette artisanale
3. La Vie de couple sur un voilier
4. La Vie en harmonie avec la nature (dans une mini-maison)
5. La Vie sur une île flottante
6. La Vie sur une ferme multigénérationnelle
7. La Vie d'une nomade végane
8. La Vie d'une famille nomade
9. La Vie sur une île isolée
10. La Vie de cueilleurs nomades
11. La Vie de guide d'aventure
12. La vie dans un écohameau
13. La vie dans un dôme géodésique

### Troisième saison (2023)[11]
1. La vie dans une minimaison tipi
2. La vie sur une terre nourricière
3. La vie au gré du vent
4. La vie d'une famille de cinq en yourte
5. La vie sur le territoire de mes ancêtres
6. La vie de troubadour
7. La vie dans une maison conteneur flottante
8. La vie de travailleurs nomades en autobus scolaire
9. La vie de partage avec la communauté
10. La vie de simplicité dans la forêt acadienne
11. La vie d'artisan des bois
12. La vie de nomades créateurs de contenu
13. La vie d'amoureux du Grand Nord